# Gwyneth Paltrow
Gwyneth Kate Paltrow (Los Angeles, Kalifornia, 1972. szeptember 27. –) Oscar-díjas amerikai színésznő.

## Fiatalkora és családja
Édesapja Bruce Paltrow, orosz zsidó származású rendező és producer. Édesanyja Blythe Danner, pennsylvaniai, holland származású kvéker, ismert színésznő.
A család 1983-tól él Los Angelesben. Gwyneth a Kaliforniai Egyetemen tanult művészettörténetet, de tanulmányait nem fejezte be.

## Pályafutása
Színészi karrierje kezdetén eleinte édesanyja mellett kapott színházi szerepeket. 1991 nyarán édesapjával és annak barátaival, Steven Spielberggel és Kate Capshaw-val megnézték A bárányok hallgatnak című filmet. Spielberg felajánlotta neki a fiatal Wendy epizódszerepét Hook című rendezésében. Két évvel később szerepet kapott Nicole Kidman és Alec Baldwin mellett a Bűvölet (1993) című bűnügyi filmben, ezt követte a Hús és vér (1993), majd a Mrs. Parker és az ördögi kör (1994).
A Hetedik (1995), az Emma (1996) és a Szerelmes Shakespeare (1998) című filmekkel bizonyította a tehetségét Hollywoodban. Utóbbi filmben nyújtott alakításáért Oscar-díjat kapott. 
A 2010-es években kozmetikai termékeket kezdett árulni Goop nevű cégével, a termékek körül azonban nagy botrány támadt, amiért Paltrow azok állítólagos gyógyító hatásairól túlzó és tudományos bizonyítékokat nélkülöző állításokat tett. A cég bizarr és drága termékeivel, mint a „vaginaillatú gyertyával”, valamint a színésznő sajátos szépségtanácsaival később is többször foglalkozott a média. 2023-ban azért indított pert ellene egy 76 éves férfi, mert állítása szerint Paltrow elütötte őt egy sípályán még 2016-ban, ahol segítségnyújtás helyett otthagyta a súlyos sérüléseket szenvedett illetőt. Paltrow tagadta a vádat, szerinte az eset nem így történt, ezért viszontpert indított. A bíróság végül nem állapította meg a színésznő felelősségét. Érdekesség, hogy az esetből Londonban egy vicces musicalt is csináltak.
2025 nyarán egy Astronomer nevű, adatinfrastruktúrával foglalkozó cég „ideiglenes szóvívője” lett, miután a cég vezérigazgatójának és a cég humánerőforrás-vezetőjének titkolt kapcsolata nem sokkal korábban nyilvánosságot kapott egy Coldplay koncert során közvetített kamerafelvétel által; az eset miatt mindketten távoztak a cégtől. (A Coldplay együttes frontembere a színésznő férje volt 2003–2014 között.)

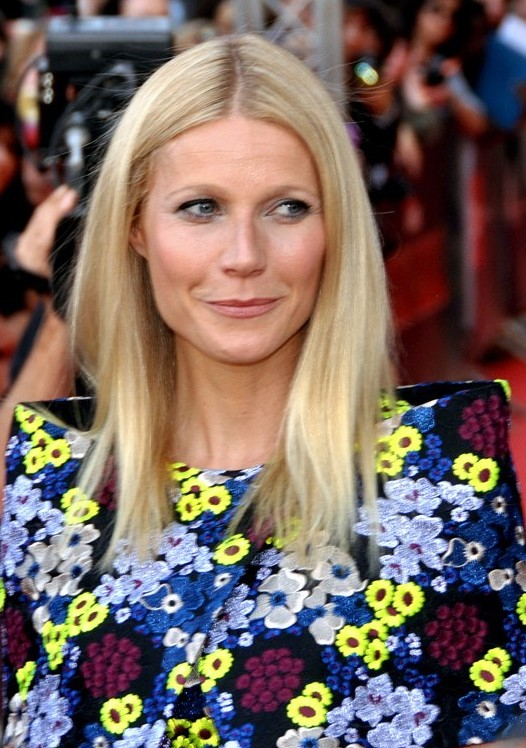
Párizsban a Vasember 3. bemutatóján, 2013

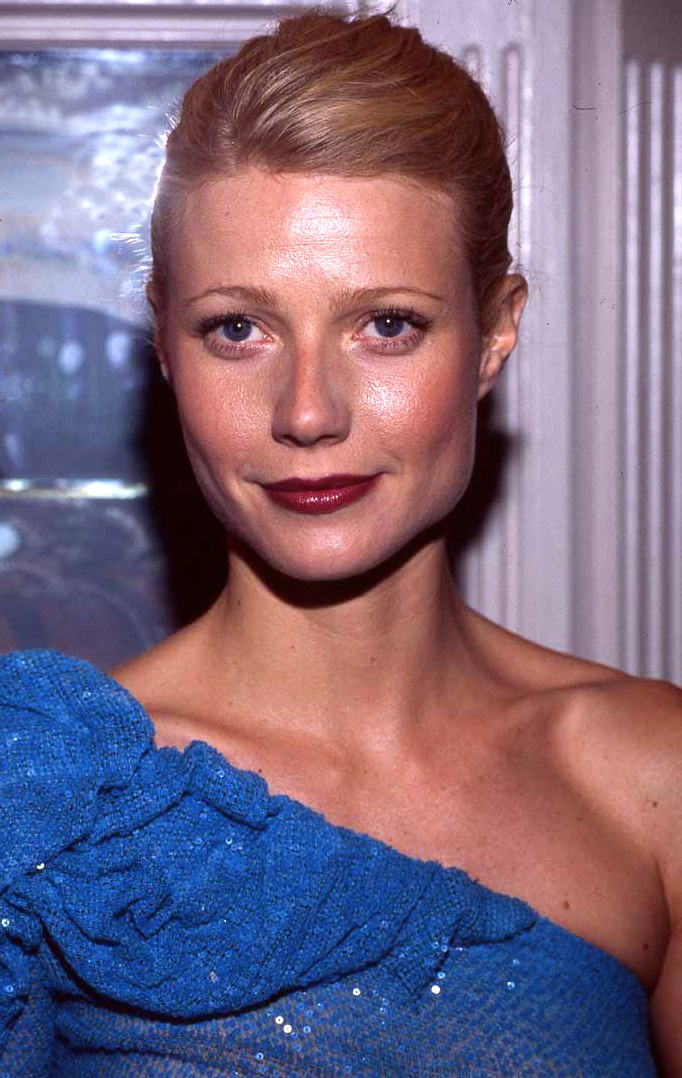
2000-ben a torontói filmfesztiválon

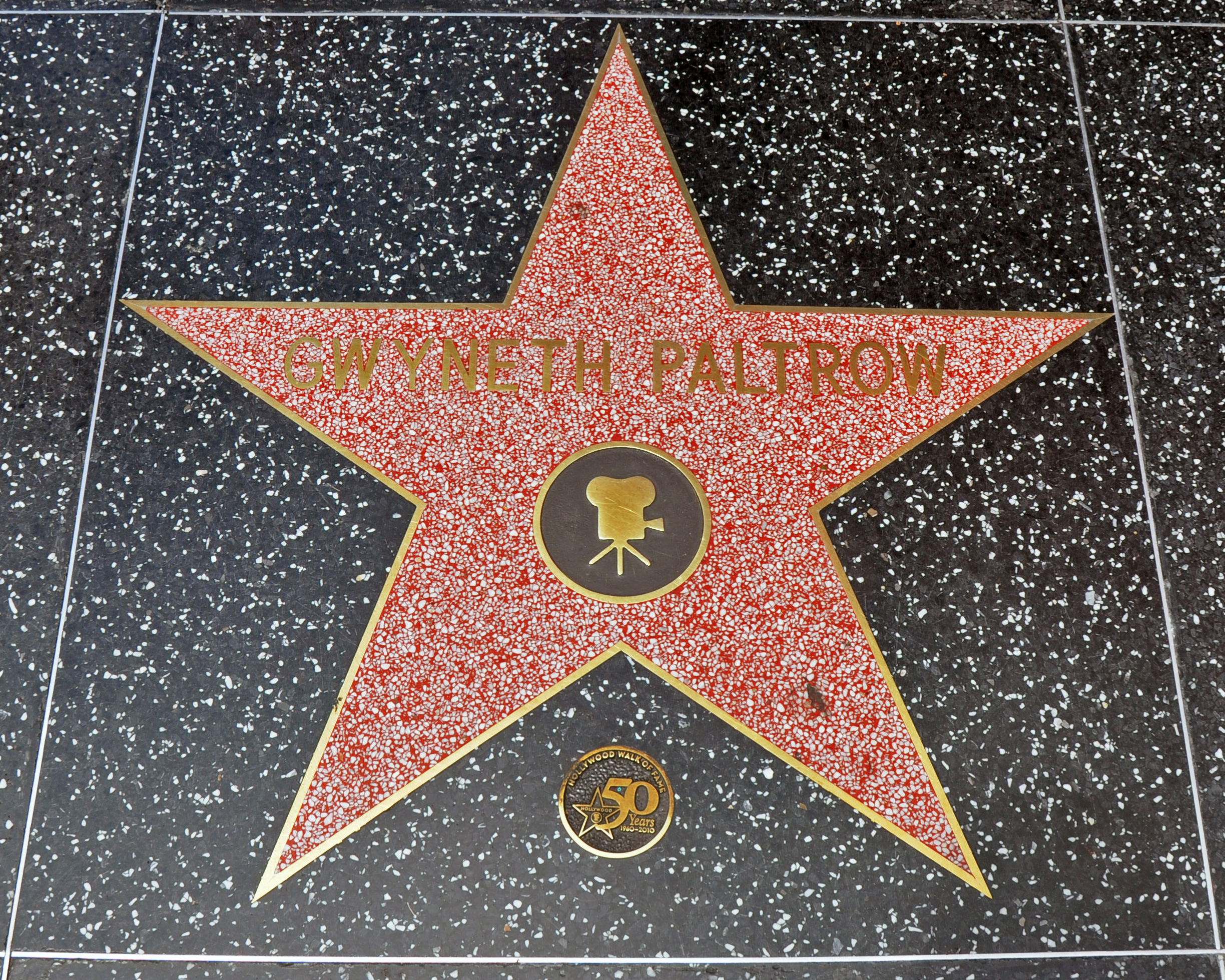
Csillaga a Hollywoodi hírességek sétányán

## Magánélete
Paltrow Brad Pitt élettársa volt 1995–1997 között, ezután Ben Affleck volt a társa, akivel egy év után szakítottak.
2003. december 5-én hozzáment a Coldplay frontemberéhez, Chris Martinhoz, öt hónappal később, május 14-én megszületett lányuk, Apple Blythe Alison Martin. Pár évvel ezután fiúgyermekük (Moses Bruce Anthony, 2006. április 9.) született. A színésznő és az énekes házassága több, mint 10 évig tartott, válásukról 2014 márciusában, egy közösen kiadott közleményben adtak tájékoztatást.

## Filmográfia

### Film
| Év   | Magyar cím                            | Eredeti cím                           | Szerep                                   | Magyar hang         | Rendező                   |
| ---- | ------------------------------------- | ------------------------------------- | ---------------------------------------- | ------------------- | ------------------------- |
| 1991 | Rock 'n' roll sztori                  | Shout                                 | Rebecca                                  | Karancz Katalin     | Jeffrey Hornaday          |
| 1991 | Hook                                  | Hook                                  | Wendy Darling fiatalon / Peter anyja     | Kökényessy Ági      | Steven Spielberg          |
| 1993 | Halálos rokonság                      | Deadly Relations                      | Carol Fagot Holland                      |                     | Bill Condon               |
| 1993 | Bűvölet                               | Malice                                | Paula Bell                               | Simon Eszter        | Harold Becker             |
| 1993 | Hús és vér                            | Flesh and Bone                        | Ginnie                                   |                     | Steve Kloves              |
| 1994 | Mrs. Parker és az ördögi kör          | Mrs. Parker and the Vicious Circle    | Paula Hunt                               | Orosz Helga         | Alan Rudolph              |
| 1995 | Megoldatlan egyenletek                | Higher Learning                       | diák (stáblistán nem szerepel)           |                     | John Singleton            |
| 1995 | Jefferson Párizsban                   | Jefferson in Paris                    | Patsy Jefferson                          |                     | James Ivory               |
| 1995 | Hetedik                               | Se7en                                 | Tracy Mills                              | Udvarias Anna       | David Fincher             |
| 1995 | Holdfény és Valentino (A Hold színei) | Moonlight and Valentino               | Lucy Trager                              | Mics Ildikó         | David Anspaugh            |
| 1995 | Holdfény és Valentino (A Hold színei) | Moonlight and Valentino               | Lucy Trager                              | Kökényessy Ági      | David Anspaugh            |
| 1995 | Holdfény és Valentino (A Hold színei) | Moonlight and Valentino               | Lucy Trager                              | Gubás Gabi          | David Anspaugh            |
| 1995 | Holdfény és Valentino (A Hold színei) | Moonlight and Valentino               | Lucy Trager                              | Czető Zsanett       | David Anspaugh            |
| 1996 | A szerencse zsoldosai                 | Hard Eight                            | Clementine                               | Tallós Rita         | Paul Thomas Anderson      |
| 1996 | Julie De Marco                        | The Pallbearer                        | Julie DeMarco                            | Huszárik Kata       | Matt Reeves               |
| 1996 | Emma                                  | Emma                                  | Emma Woodhouse                           | Orosz Helga         | Douglas McGrath (1.)      |
| 1998 | A nő kétszer                          | Sliding Doors                         | Helen Quilley                            | Nagy-Kálózy Eszter  | Peter Howitt              |
| 1998 | A nő kétszer                          | Sliding Doors                         | Helen Quilley                            | Gubás Gabi          | Peter Howitt              |
| 1998 | Szép remények                         | Great Expectations                    | Estella Havisham                         | Huszárik Kata       | Alfonso Cuarón            |
| 1998 | A vér szava                           | Hush                                  | Helen Baring                             | Györgyi Anna        | Jonathan Darby            |
| 1998 | Tökéletes gyilkosság                  | A Perfect Murder                      | Emily Bradford Taylor                    | Antal Olga          | Andrew Davis              |
| 1998 | Szerelmes Shakespeare                 | Shakespeare in Love                   | Viola De Lesseps                         | Nagy-Kálózy Eszter  | John Madden (1.)          |
| 1999 | A tehetséges Mr. Ripley               | The Talented Mr. Ripley               | Marge Sherwood                           | Nagy-Kálózy Eszter  | Anthony Minghella         |
| 2000 |                                       | The Intern                            | önmaga (stáblistán nem szerepel)         |                     | Michael Lange             |
| 2000 | Tuti duók                             | Duets                                 | Liv Dean                                 | Mezei Kitty         | Bruce Paltrow             |
| 2000 | Tuti duók                             | Duets                                 | Liv Dean                                 | Tarr Judit          | Bruce Paltrow             |
| 2000 | Szívörvény                            | Bounce                                | Abby Janello                             | Nagy-Kálózy Eszter  | Don Roos                  |
| 2001 | Jóban-rosszban                        | The Anniversary Party                 | Skye Davidson                            | Nagy-Kálózy Eszter  | Jennifer Jason Leigh      |
| 2001 | Jóban-rosszban                        | The Anniversary Party                 | Skye Davidson                            | Nagy-Kálózy Eszter  | Alan Cumming              |
| 2001 | Tenenbaum, a háziátok                 | The Royal Tenenbaums                  | Margot Tenenbaum                         | Majsai-Nyilas Tünde | Wes Anderson              |
| 2001 | A nagyon nagy Ő                       | Shallow Hal                           | Rosemary Shanahan                        | Lang Györgyi        | Peter és Bobby Farrelly   |
| 2002 | Austin Powers – Aranyszerszám         | Austin Powers in Goldmember           | önmaga (Furulyás Dixie a filmben)        | Nagy-Kálózy Eszter  | Jay Roach                 |
| 2002 | Költői szerelem                       | Possession                            | Maud Bailey                              | Gubás Gabi          | Neil LaBute               |
| 2003 | Flört a fellegekben                   | View from the Top                     | Donna Jensen                             | Solecki Janka       | Bruno Barreto             |
| 2003 | Sylvia                                | Sylvia                                | Sylvia Plath                             | Ruttkay Laura       | Christine Jeffs           |
| 2004 | Sky kapitány és a holnap világa       | Sky Captain and the World of Tomorrow | Polly Perkins                            | Ruttkay Laura       | Kerry Conran              |
| 2005 | Bizonyítás                            | Proof                                 | Catherine Llewellyn                      | Gubás Gabi          | John Madden (2.)          |
| 2006 | A hírhedt                             | Infamous                              | Kitty Dean                               | Dudás Eszter        | Douglas McGrath (2.)      |
| 2006 | Szerelem és egyéb katasztrófák        | Love and Other Disasters              | Hollywood Jacks (cameo)                  | Solecki Janka       | Alek Keshishian           |
| 2006 | Kés, villa, olló                      | Running with Scissors                 | Hope Finch                               | Ruttkay Laura       | Ryan Murphy               |
| 2007 | Az álomnő                             | The Good Night                        | Dora Shaller                             | Bertalan Ágnes      | Jake Paltrow              |
| 2008 | Két szerető                           | Two Lovers                            | Michelle Rausch                          | Solecki Janka       | James Gray                |
| 2008 | A Vasember                            | Iron Man                              | Virginia 'Pepper' Potts                  | Major Melinda       | Jon Favreau (1.)          |
| 2010 | Vasember 2.                           | Iron Man 2                            | Virginia 'Pepper' Potts                  | Major Melinda       | Jon Favreau (2.)          |
| 2010 | Reflektorfény                         | Country Strong                        | Kelly Canter                             | Gubás Gabi          | Shana Feste               |
| 2011 | Glee: Koncertfilm                     | Glee: The 3D Concert Movie            | Holly Holliday (stáblistán nem szerepel) |                     | Kevin Tancharoen          |
| 2011 | Fertőzés                              | Contagion                             | Beth Emhoff                              | Bertalan Ágnes      | Steven Soderbergh         |
| 2012 | Bosszúállók                           | The Avengers                          | Virginia 'Pepper' Potts                  | Major Melinda       | Joss Whedon               |
| 2012 | Vágyak szerelmesei                    | Thanks for Sharing                    | Phoebe                                   | Nagy-Kálózy Eszter  | Stuart Blumberg           |
| 2013 | Vasember 3.                           | Iron Man 3                            | Virginia 'Pepper' Potts                  | Major Melinda       | Shane Black               |
| 2015 | Mortdecai                             | Mortdecai                             | Johanna Mortdecai                        | Pálfi Kata          | David Koepp               |
| 2017 | Pókember: Hazatérés                   | Spider-Man: Homecoming                | Virginia 'Pepper' Potts                  | Major Melinda       | Jon Watts                 |
| 2018 | Bosszúállók: Végtelen háború          | Avengers: Infinity War                | Virginia 'Pepper' Potts                  | Major Melinda       | Anthony és Joe Russo (1.) |
| 2019 | Bosszúállók: Végjáték                 | Avengers: Endgame                     | Virginia 'Pepper' Potts                  | Major Melinda       | Anthony és Joe Russo (2.) |
| 2022 | Azt mondta                            | She Said                              | önmaga (hangja)                          | Nagy-Kálózy Eszter  | Maria Schrader            |

Dokumentumfilmek
- 2002: Searching for Debra Winger – önmaga
- 2016: Justin Timberlake + The Tennessee Kids – önmaga
- 2017: Man in Red Bandana – narrátor (hangja)
- 2018: Coldplay: A Head Full of Dreams – önmaga

### Televízió
| Év        | Magyar cím                        | Eredeti cím                 | Szerep                   | Megjegyzések                              |
| --------- | --------------------------------- | --------------------------- | ------------------------ | ----------------------------------------- |
| 1992      |                                   | Cruel Doubt                 | Angela Pritchard         | minisorozat                               |
| 1999–2019 | Saturday Night Live               | Saturday Night Live         | önmaga / egyéb szereplők | 6 epizód                                  |
| 2000      |                                   | Clerks: The Animated Series | önmaga (hangja)          | 1 epizód                                  |
| 2008      |                                   | Spain... on the Road Again  | önmaga                   | dokumentumsorozat (13 epizód)             |
| 2010      |                                   | The Marriage Ref            | önmaga                   | 1 epizód                                  |
| 2010–2014 | Glee – Sztárok leszünk!           | Glee                        | Holly Holliday           | 5 epizód                                  |
| 2011      |                                   | Who Do You Think You Are?   | önmaga                   | 1 epizód                                  |
| 2012      | Egy rém fura család               | The New Normal              | Abby                     | 1 epizód                                  |
| 2014      | Web-Terápia                       | Web Therapy                 | Maya Ganesh              | - 2 epizód - magyar hangja: - Balsai Móni |
| 2016      |                                   | Nightcap                    | önmaga                   | 1 epizód                                  |
| 2017      |                                   | Planet of the Apps          | önmaga / mentor          | valóságshow                               |
| 2019      |                                   | The Chef Show               | önmaga                   | 1 epizód                                  |
| 2019–2020 | A politikus                       | The Politician              | Georgina Hobart          | főszereplő és vezető producer             |
| 2020      | Gwyneth Paltrow életmódkísérletei | The Goop Lab                | önmaga                   | vezető producer                           |

## Díjak, jelölések
Golden Globe-díj
- 2006 jelölés: legjobb színésznő – drámai kategória (Bizonyítás)
- 1999 díj: legjobb színésznő – zenés film és vígjáték kategória

Oscar-díj
- 1999 díj: legjobb női főszereplő